# Camorta (Schiff)
Die Camorta war ein 1881 in Dienst gestelltes Passagierschiff der britischen Reederei British India Steam Navigation Company, das Passagiere, Post und Fracht zwischen verschiedenen Häfen in Britisch-Indien transportierte. Am 6. Mai 1902 geriet das Schiff in den Baragua Flats nahe der Mündung des Flusses Irrawaddy in einen Zyklon und sank. Alle 739 Menschen an Bord kamen dabei ums Leben.

## Geschichte

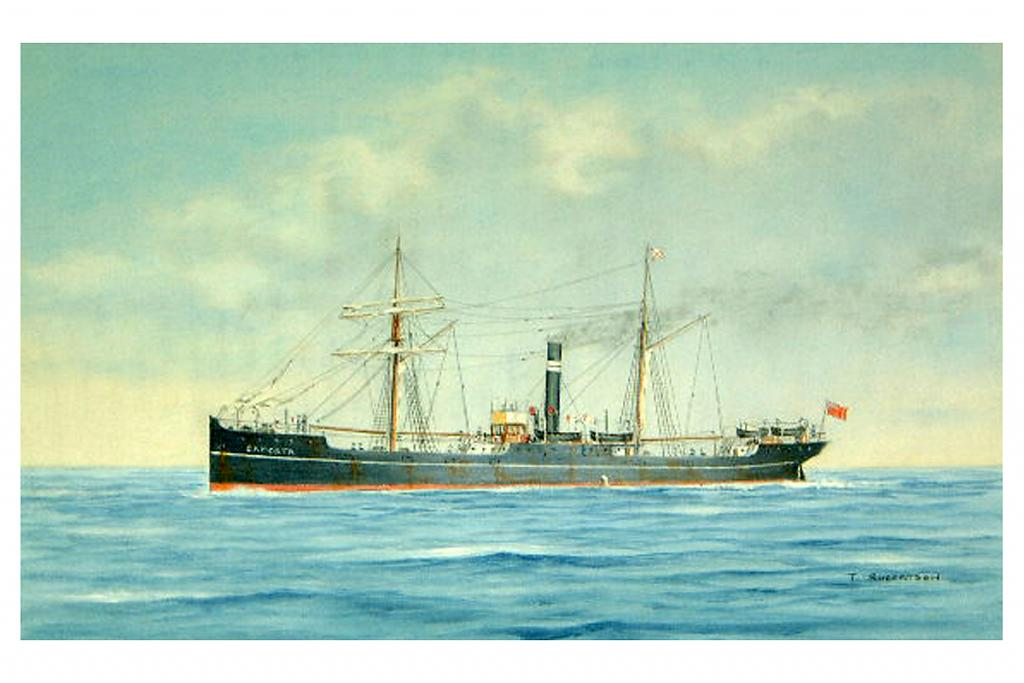
Zeichnung von Tom Robinson

Das 2.119 BRT große Dampfschiff Camorta entstand 1880 im Dock Pointhouse Shipyard der Werft A. & J. Inglis am Fluss Clyde in Glasgow und lief am 16. November 1880 vom Stapel. Am 25. Januar 1881 wurde es fertiggestellt. Es wurde mit Verbunddampfmaschinen angetrieben. Der Rumpf war aus Eisen gebaut.
Ihre Eigner waren zunächst A. Gray & E. S. Dawes aus Glasgow, aber sie wurde nach der Fertigstellung von der British India Steam Navigation Company (BISN) gekauft. Dies war eine 1856 unter dem Namen Calcutta and Burmah Steam Navigation Company (C&BSN) gegründete britische Schifffahrtsgesellschaft, die sich auf den Post- und Passagierverkehr von Kalkutta im Westen Bengalens nach Rangun in Myanmar spezialisiert hatte. Das Schiff wurde nach einer Insel der Inselgruppe Nikobaren im Indischen Ozean benannt.
Im April 1902 lief die Camorta in Madras an der indischen Westküste zu einer weiteren Überfahrt durch den Golf von Bengalen mit Ziel Rangun aus. An Bord waren 89 Besatzungsmitglieder und 650 Passagiere. Bis auf neun Männer der Besatzung waren alle Personen an Bord Inder. Das Schiff sollte Rangun am 5. Mai erreichen. Am 6. Mai hatte die Camorta, die bereits spät dran war, das Mündungsgebiet des Flusses Irrawaddy in der Andamanensee erreicht, als sie in den Baragua Flats in einen Zyklon geriet und in diesem sank. Keiner der 739 Menschen an Bord überlebte die Katastrophe.
Die Camorta wurde am 13. Mai als vermisst gemeldet. Kurz danach wurden im Golf von Bengalen zwei leere Rettungsboote des Schiffs entdeckt. Das Wrack selbst wurde am 4. Juni in 27 m tiefem Wasser gefunden. Die Masten ragten noch etwa 2 m aus dem Wasser. Da es keine überlebenden Augenzeugen des Unglücks gab, konnten die genauen Umstände des Untergangs nie geklärt werden. Weil die Camorta ein in Großbritannien registriertes und von einer britischen Reederei geführtes Schiff war, stellt ihr Untergang einen der größten Verluste von Menschenleben auf einem britischen Passagierschiff nach der Titanic (1912) und der Lusitania (1915) dar.